# Bitwa pod Lidą (VII 1920)
Bitwa pod Lidą – walki polskich 1 Dywizji Litewsko-Białoruskiej i 11 Dywizji Piechoty z oddziałami sowieckimi w czasie lipcowej ofensywy Frontu Zachodniego Michaiła Tuchaczewskiego w okresie wojny polsko-bolszewickiej.

## Położenie wojsk przed bitwą
W pierwszej dekadzie lipca przełamany został front polski nad Autą, a wojska Frontu Północno-Wschodniego gen. Stanisława Szeptyckiego cofały się pod naporem ofensywy Michaiła Tuchaczewskiego.
Naczelne Dowództwo nakazało powstrzymanie wojsk sowieckiego Frontu Zachodniego na linii dawnych okopów niemieckich z okresu I wojny światowej.
Sytuacja operacyjna, a szczególnie upadek Wilna i obejście pozycji polskich od północy, wymusiła jednak dalszy odwrót.
1 Armia gen. Gustawa Zygadłowicza cofała się nad Niemen, 4 Armia nad Szczarę, a Grupa Poleska na Kanał Ogińskiego i Pińsk.

## Działania wojsk
Dzień 14 lipca rozstrzygnął los obrony na pozycji okopów poniemieckich. Wobec sytuacji na lewem skrzydle 1 Armii, jej dowództwo nakazało odwrót na nową linię obrony, mającą na celu osłonę Lidy.
Jeszcze tej samej nocy I Brygada Litewsko-Białoruska odeszła na linię Jachimowszczyzna – Magience – Zaleskowszczyzna. II Brygada L-B pozostała chwilowo nadal na swym odcinku.
W ciągu nocy nacisk nieprzyjaciela wzdłuż linii kolejowej Lida – Mołodeczno stale  wzrastał. Także oddziały  11. i 5 Dywizji Piechoty cofały się.
Nad ranem 16 lipca I Brygada L-B zajęła odcinek od Kiewry do Dunaju, a II Brygada  Zbójsk - Pawłowicze - Honczary. Grodzieński pułk strzelców, z dwiema bateriami artylerii, znajdował się w odwodzie dywizji.
Przez cały dzień dywizja toczyła zacięte walki z atakującym nieprzyjacielem. Około 13.00 oddział czerwonoarmistów uderzył na tyły III batalionu Wileńskiego pułku strzelców. Batalion zaczął odchodzić na zachód, a w ślad za nim reszta pułku zaczęła  wycofywać się na wzgórza, na wschodniej stronie wsi Dziamonty.
Aby przywrócić poprzednie położenie, dowódca dywizji nakazał grodzieńskiemu i wileńskiemu pułkowi wykonać kontrataki. Wesprzeć uderzenie miał także nowogródzki pułk. Kontrataki polskie okazały się jednak nieskuteczne, a dowódca dywizji nakazał odwrót na linię rzeki Gawii,
Wieczorem odeszły pułki wileński i grodzieński, ale pułk miński nie zdążył połączyć się z resztą dywizji i wycofał się do Wielkich Kniazikowiec. Tam, razem z 11 Dywizją Piechoty przeszedł do obrony.
17 lipca cofające się oddziały 1 Armii próbowały ustabilizować front na linii Gawii i Niemna, osłaniając zarazem Lidę, gdzie znajdowały się duże składy zaopatrzenia.
1 Dywizja Litewsko-Białoruska obsadziła stanowiska nad Gawią do Małych Kniazikowiec, a dalej, po Nową Żyżmę, zorganizowała obronę 11 Dywizja Piechoty. Wyczerpana walkami 11 DP miała być zluzowana przez 17 Dywizję Piechoty. Niestety, w wyniku klęski tej ostatniej pod Gieranonami, nad Gawię dotarły tylko niektóre bataliony XXXIV Brygady Piechoty i resztki XXXIII BP.
W tym dniu pułki wileński i grodzieński broniły linii Gawii. W lewo utrzymywano łączność z 17 Dywizją Piechoty, która nad ranem zluzowała 11 DP. Ta ostatnia odeszła do odwodu w rejon Lidy.
W tym czasie Sowieci sforsowali Gawię na odcinku XXXIV Brygady Piechoty i 1 Dywizji Litewsko-Białoruskiej. Nacierające od rana oddziały bolszewickie odrzuciły polskie pułki z linii Gawii. Oddziały polskie cofnęły się na przedpola Lidy. Cofnęła się również z Kniazikowiec 17 Dywizja Piechoty. Wprowadzone do walki sowieckie drugie rzuty podjęły walkę z ariergardami polskimi.
Do południa oddziały dywizji litewsko-białoruskiej zostały odrzucone w okolice Dokudowa.
Podczas  walk, wycofujący się z Kniazikowiec przez Białundzie miński pułk dążył pod Biskupce, by połączyć się z macierzystą dywizją. Nie dochodząc do Biskupiec, napotkał przednie straże przeciwnika. Te uderzyły, spychając pułk miński do Wielkiego Błota. Kontratakując, pułk wyszedł z potrzasku, dołączył do straży tylnej 17 DP i maszerował wzdłuż linii kolejowej na Lidę.
W tym czasie nowogródzki pułk przeprawił się w bród na południowy brzeg Niemna, przemaszerował swobodnie wzdłuż południowego jego brzegu, w okolicy Pudzina przeprawił się z powrotem na północny brzeg i już koło Dokudowa wziął udział w walce z nieprzyjacielem.
Wileński pułk, pozostający dotychczas w odwodzie, obsadził linię rzek Dzitwy i Lidziejki na odcinku od Bieniewicz do Klebaniec.
W południe  miński pułk nawiązał kontakt z macierzystą dywizją i zajął pozycje w Klebancach, łącząc w Ogrodnikach ugrupowanie obronne 1 DL-B z 17 DP.
Po południu nieprzyjaciel znowu nacierał, z zamiarem odrzucenia Polaków od linii rzeki Dzitwy. Skutecznie bronił się pułk wileński, wspierany ogniem I dywizjonu artylerii dywizyjnej. Dopiero w południe, w okolicy Borawicz i Nowosiółek przeniknęły patrole kawalerii sowieckiej, stwarzając zagrożenie dla walczących pododdziałów.
W tym czasie broniąca odcinka Dajnów – Bołcinikiele 8 Dywizja Piechoty została zmuszona do odwrotu na Grodno.
W tym położeniu postanowiono utrzymać Lidę tylko przez czas niezbędny dla ukończenia ewakuacji zapasów i taboru kolejowego.
Oddziały polskie wycofały się z Lidy nocą z 17 na 18 lipca, obsadzając pozycje nad Niemnem i Dzitwą.
W ciągu 18 i 19 lipca 1 Dywizja Litewsko-Białoruska wycofała się drogą Bielica- Żełudok w rejon Mostów. Kontaktu z nieprzyjacielem nie było.

## Bilans walk
Oddziałom 1 Dywizji Litewsko-Białoruskiej nie udało się powstrzymać Sowietów w ich marszu na zachód. Komunikat prasowy Sztabu Generalnego z 18 lipca 1920 donosił: W rejonie Lidy toczą się zażarte walki. Lida została przez nieprzyjaciela zajęta.